# Vittorio Parigini
Vittorio Parigini (Moncalieri, 25 maart 1996) is een Italiaans voetballer, die doorgaans speelt als rechtsbuiten. Parigini verruilde Torino in januari 2020 voor Genoa.

## Clubcarrière
Parigini begon zijn voetballoopbaan bij FC Pancalieri alwaar hij medio 2006 werd overgenomen door Torino waar hij de verdere jeugdreeksen doorliep. Op 17-jarige leeftijd maakte hij de overstap naar de eerste ploeg en werd onmiddellijk uitgeleend aan Juve Stabia alwaar hij zijn professioneel debuut maakte. Op 5 oktober 2013 debuteerde Perigini in de Serie B toen hij 23 minuten voor tijd Fabio Caserta kwam vervangen op het terrein van Ternana. Het daaropvolgende seizoen werd Parigini opnieuw uitgeleend aan een ploeg uit de Serie B, namelijk bij het net gepromoveerde Perugia. Daar verbleef Parigini twee seizoenen. In de zomer van 2016 werd Parigini opnieuw uitgeleend, ditmaal aan Chievo Verona, uitkomend in de Serie A. Op 21 augustus 2016 maakte hij zijn debuut op het allerhoogste niveau in Italië. Op de openingsspeeldag van het seizoen 2016/17 mocht Parigini vier minuten voor tijd invallen voor Valter Birsa die met twee doelpunten de 2–0 eindstand tegen Inter Milaan op het scorebord plaatste. In januari 2017 kwam er een einde aan de huurperiode bij Chievo Verona. Parigini werd echter opnieuw verhuurd aan een ploeg uit de Serie B, Bari. In augustus 2017 werd Parigini verhuurd aan Benevento die een aankoopoptie in het huurcontract liet optekenen. De optie kon echter enkel maar gelden als de ploeg de degradatie kon ontwijken hetgeen niet lukte. Het seizoen 2018/19 vatte hij bij Torino aan. Op 16 september 2019 maakte hij voor Torino zijn debuut in de Serie A. Twee minuten voor tijd kwam hij Álex Berenguer vervangen in de wedstrijd tegen Udinese die op een 1–1 gelijkspel eindigde. In januari 2020 werd Parigini verkocht aan Genoa CFC, dat hem eerst direct uitleende aan US Cremonese.

## Clubstatistieken
| Seizoen | Club            | Competitie | Competitie | Competitie | Beker | Beker | Internationaal | Internationaal | Totaal | Totaal |
| Seizoen | Club            | Competitie | Wed.       | Dlp.       | Wed.  | Dlp.  | Wed.           | Dlp.           | Wed.   | Dlp.   |
| ------- | --------------- | ---------- | ---------- | ---------- | ----- | ----- | -------------- | -------------- | ------ | ------ |
| 2013/14 | → Juve Stabia   | Serie B    | 14         | 0          | 0     | 0     | —              | —              | 14     | 0      |
| 2014/15 | → Perugia       | Serie B    | 31         | 4          | 2     | 1     | —              | —              | 33     | 5      |
| 2015/16 | → Perugia       | Serie B    | 19         | 4          | 0     | 0     | —              | —              | 19     | 0      |
| 2016/17 | → Chievo Verona | Serie A    | 3          | 0          | 2     | 0     | —              | —              | 5      | 0      |
| 2016/17 | → Bari          | Serie B    | 15         | 1          | 0     | 0     | —              | —              | 15     | 1      |
| 2017/18 | → Benevento     | Serie A    | 21         | 0          | 0     | 0     | —              | —              | 21     | 0      |
| 2018/19 | Torino          | Serie A    | 16         | 0          | 1     | 0     | —              | —              | 17     | 0      |
| Totaal  | Totaal          | Totaal     | 119        | 9          | 5     | 1     | 0              | 0              | 124    | 10     |

Bijgewerkt op 21 april 2019.

## Interlandcarrière
Parigini doorliep verschillende nationale jeugdploegen.